# Exécutif de la 5e législature de l'Assemblée d'Irlande du Nord
Irlande du Nord
4e législature 6e législature
L’Exécutif de la 5e législature de l'Assemblée d'Irlande du Nord (en anglais : Executive of the 5th Northern Ireland Assembly) est le quatrième exécutif d'Irlande du Nord, en exercice du 25 mai 2016 au 16 janvier 2017 ,durant la cinquième législature de l'Assemblée.

## Historique
Dirigé par la Première ministre unioniste sortante Arlene Foster et le vice-Premier ministre républicain sortant Martin McGuinness, cet exécutif est constitué et soutenu par une coalition consociationaliste entre le Parti unioniste démocrate (DUP) et le Sinn Féin (SF). Ensemble, ils disposent de 66 députés sur 108, soit 61,1 % des sièges de l'Assemblée.
Il est formé à la suite des élections législatives du 5 mai 2016.
Il succède donc à l'Exécutif de la 4e législature de l'Assemblée d'Irlande du Nord, constitué et soutenu par une coalition consociationaliste entre le DUP, le SF, le Parti social-démocrate et travailliste (SDLP) et le Parti de l'Alliance de l'Irlande du Nord (APNI).
Au cours du scrutin parlementaire, le rapport de forces au sein de l'Assemblée d'Irlande du Nord est confirmé, le DUP arrivant en tête et premier des forces unionistes, tandis que le SF reste deuxième et premier des partis républicains. Le Parti unioniste d'Ulster (UUP), qui avait quitté l'exécutif en octobre 2015, le SDLP et l'APNI renoncent alors à siéger au sein du gouvernement dévolu, bien que le statut institutionnel de l'Irlande du Nord prévoit une répartition proportionnelle des portefeuilles ministériels.
L'exécutif se restreint au Parti unioniste démocrate et au Sinn Féin, qui s'accordent pour confier le ministère de la Justice à une personnalité politiquement indépendante. Étant donné la nature potentiellement conflictuelle de ce département exécutif, il ne peut en effet revenir à l'un des deux camps. À l'occasion de la formation de ce nouvel Exécutif, le nombre de ministères est réduit de onze à huit. C'est en outre l'équipe exécutive la plus jeune depuis la dévolution de 1999.

### Crise de 2017 et vacance
Le 9 janvier 2017, Martin McGuinness démissionne à la suite du refus d’Arlene Foster « de quitter ses fonctions pour faciliter une enquête sur le scandale “Cash for ash” (de l’argent pour des cendres), dont elle est accusée d’être responsable » . entraîne la dissolution de l’exécutif le 16 janvier suivant.
En arrière-plan de cette crise, la question du Brexit, contre lequel l'Irlande du Nord a voté lors du référendum de 2016, rend difficile toute entente entre le Sinn Féin, qui y voit une raison de relancer "la réunification de l’Irlande et prône un référendum", et le DUP, farouchement attaché au Brexit comme au Royaume-Uni.
Le 9 juillet 2019, devant cette vacance prolongée, le Parlement britannique vote des amendements projetant d'étendre le droit à l’avortement et au mariage homosexuel à l'Irlande du Nord si aucun gouvernement local n’est formé avant le 21 octobre. La législation entre effectivement en vigueur  cette date à l'Irlande du Nord.

## Composition
- Les nouveaux ministres sont indiqués en gras, ceux ayant changé d'attributions en italique.

| Fonction                                                              | Titulaire | Titulaire           | Parti |
| --------------------------------------------------------------------- | --------- | ------------------- | ----- |
| Premier ministre                                                      |           | Arlene Foster       | DUP   |
| Vice-Premier ministre                                                 |           | Martin McGuinness   | SF    |
| Ministre de l'Agriculture, de l'Environnement et des Affaires rurales |           | Michelle McIlveen   | DUP   |
| Ministre des Communautés                                              |           | Paul Givan          | DUP   |
| Ministre de l'Éducation                                               |           | Peter Weir          | DUP   |
| Ministre de l'Économie                                                |           | Simon Hamilton      | DUP   |
| Ministre des Finances                                                 |           | Máirtín Ó Muilleoir | SF    |
| Ministre de la Santé                                                  |           | Michelle O'Neill    | SF    |
| Ministre des Infrastructures                                          |           | Chris Hazzard       | SF    |
| Ministre de la Justice                                                |           | Claire Sugden       | Sans  |